# Nicola Colonna di Stigliano
Nicola Colonna di Stigliano (ur. 15 lipca 1730 w Neapolu, zm. 31 marca 1796 w Savignano sul Rubicone) – włoski kardynał.

## Życiorys
Urodził się 15 lipca 1730 roku w Neapolu, jako syn Ferdinanda Colonny i Luigii Caraccioli. Studiował na La Sapienzy, gdzie uzyskał doktorat utroque iure. Po zakończeniu nauki został referendarzem Najwyższego Trybunału Sygnatury Apostolskiej i protonotariuszem apostolskim. Ponadto sprawował funkcję wicelegata w Ferrarze i kleryka Kamery Apostolskiej. 8 kwietnia 1776 roku przyjął święcenia diakonatu, a dzień później – prezbiteratu. 20 maja tego samego roku został mianowany tytularnym arcybiskupem Sebastii, a osiem dni później przyjął sakrę. W latach 1776–1785 pełnił funkcję nuncjusza apostolskiego w Hiszpanii. 14 lutego 1785 roku został kreowany kardynałem prezbiterem i otrzymał kościół tytularny S. Stefano al Monte Celio. W 1786 roku został legatem w Romanii i podczas swojej posługi wydał edykt przeciwko nadużyciom prawników w kościołach Rawenny. Dziewięć lat później jego misja została zakończona. Zmarł 31 marca 1796 roku w Savignano sul Rubicone.